# M30 Luftwaffe Drilling
La Drilling M30 ("Escopeta de triple canó M30") era una arma de supervivència utilitzada pels pilots de la Luftwaffe durant la Segona Guerra Mundial. Es va dissenyar perquè, en cas que l'avió del pilot fos abatut, i aquest sobrevisqués, el pilot pogués defensar-se i caçar animals per a mantenir-se amb vida fins que una unitat de rescat anés a cercar-lo.
Per a la seva màxima utilitat, la M30 posseïa dos canons de 12 gauge (18,5 mm per a escopeta) i un canó de 9,3 x 74 mm R (de fusell). Van ser produïdes per la marca alemanya  JP Sauer.
Aquesta arma va començar a ser produïda el 1941, per la companyia Sauer & Sohn, i la seva producció va cessar el 1942, amb una producció total de 2.456 unitats. Aquestes armes de supervivència van ser utilitzades principalment pels pilots de la Luftwaffe destinats al Nord d'Àfrica. Les que van aconseguir sobreviure a les campanyes d'Àfrica van seguir sent utilitzades fins al final de la Segona Guerra Mundial.